# Пољарнозорски градски округ
Пољарнозорски градски округ (рус. Муниципальное образование городской округ Полярные Зори) општинска је административно-територијална јединица другог нивоа са статусом градског округа у југозападном делу Мурманске области, на крајњем северозападу европског дела Руске Федерације.
Административни центар округа је град Пољарније Зори.
Према проценама националне статистичке службе Русије за 2016. на територији округа живело је 17.162 становника, или у просеку око 17,16 ст/км².

## Географија
Пољарнозорски градски округ смештен је у југозападном делу Мурманске области, односно на крајњем западу Кољског полуострва. Обухвата територију површине око 1.000 км² и по том параметру налази се на 11. месту међу административним јединицама у области. Округ се граничи са територијама Апатитског округа на северу и истоку, на западу је Ковдорски округ, а на југу Кандалашки рејон.
Рељефом округа доминира низијско подручје уз јужну обалу језера Имандре. Река Нива која отиче из језера дели територију округа на западни и источни део.
Административни центар округа град Пољарније Зори налази се на око 220 километара јужније од Мурманска.

## Историја
Пољарнозорски градски округ као засебна административна јединица постоји од 2. децембра 2004. године.

## Демографија и административна подела
Према подацима са пописа становништва из 2010. на територији округа живело је укупно 17.641 становника, док је према процени из 2016. ту живело 17.162 становника, или у просеку око 8,1 ст/км². По броју становника Пољарнозорски округ се налази на 12. месту у области.
| 1959. | 1970. | 1979. | 1989. | 2002.  | 2010.  | 2016.   |
| ----- | ----- | ----- | ----- | ------ | ------ | ------- |
| ---   | ---   | ---   | ---   | 18.875 | 17.641 | 17.162* |

Напомена:* Према процени националне статистичке службе. 
У границама округа налази се свега три насељена места. Једино градско насеље је град Пољарније Зори, административни центар округа у ком живи око 15.000 становника. У насељу Зашејек 2010. живело је око 900 становника, док је насеље Африканда у истом периоду имало око 1.600 становника.
Према статистичким подацима са пописа 2010. основу популације у округу чинили су етнички Руси са око 91%, а најбројније мањинске заједнице су били Украјинци (3,3%) и Белоруси (1,9%).

## Привреда
Енергетика је главни извор прихода, а најзначајнији електроенергетски објекат је Кољска нуклеарна електрана у којој се произведе више од половине укупне продукције електричне енергије области. Значајни електроенергетски објекти у округу су и хидроелектране на Ниви.